# 大塭 (澎湖)
大塭，為台灣澎湖縣望安鄉將軍村的一個島嶼，面積約0.0175平方公里。島嶼位於將軍澳嶼南方約1.5公里處。島嶼附近因有許多暗礁，故建有導航標誌燈一座。著名的澎湖古沉船「將軍一號」即在本島嶼水域沈沒。